# Christina Stürmer
Christina Stürmer (Linz, 1982. június 9. –) osztrák pop-rock énekesnő, aki az osztrák Megasztár (Starmania) felfedezettje. A legkedveltebb osztrák előadók egyike. Összesen több mint 1,5 millió eladott lemezzel rendelkezik.

## Pályafutás

### Starmania
2003-ban Stürmer második helyezést ért el az osztrák Starmania vetélkedőben (a magyar Megasztár helyi megfelelője), az első helyezett Michael Tschuggnall mögött. Ezt követően nemsokára kiadta első kislemezét "Ich Lebe" ("Élek!") címmel. A dal 2003-ban 9 hétig volt az osztrák slágerlista első helyén.

### Zenei karrierje Ausztriában

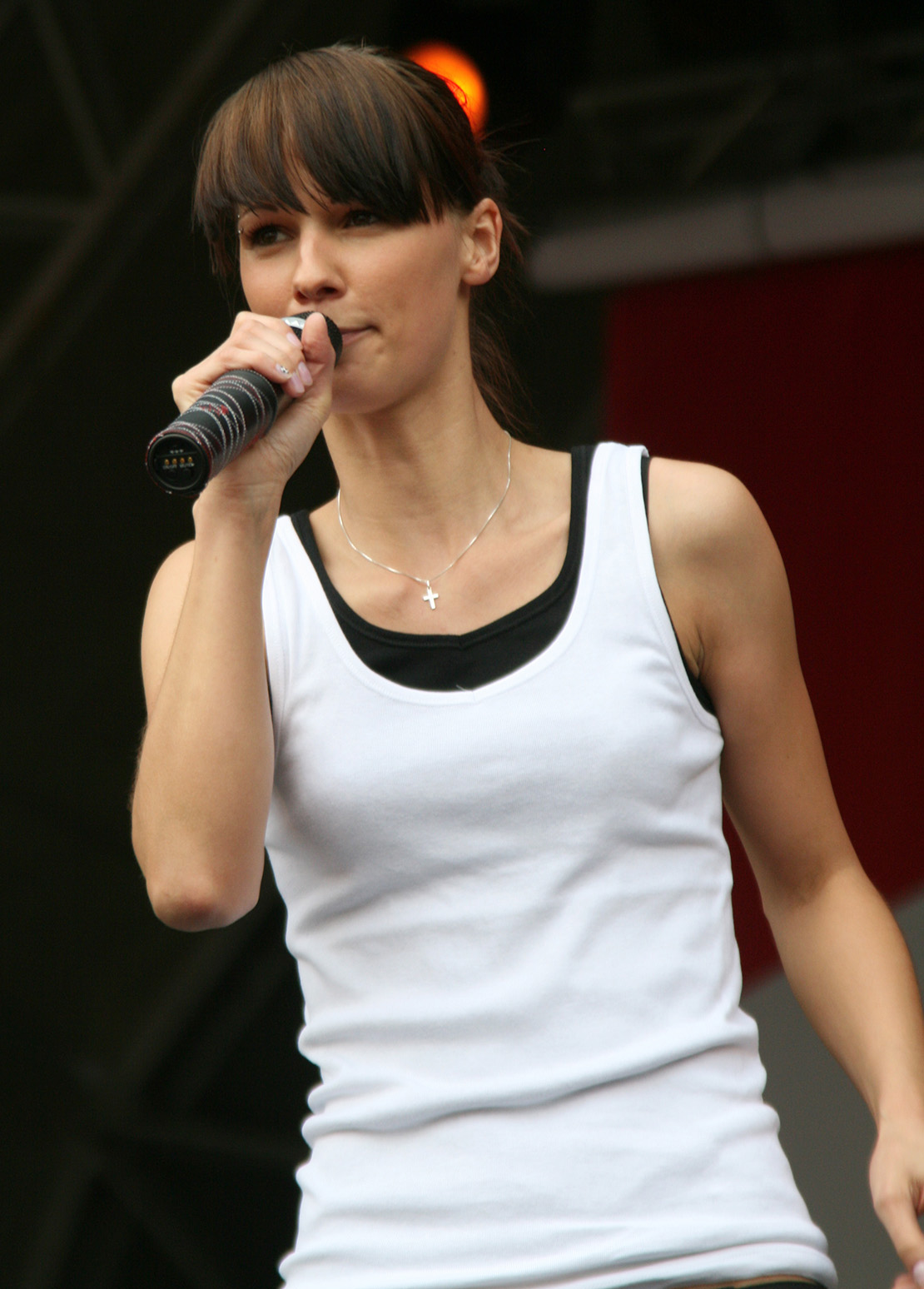
Az Euro 2008 koncerten

Az "Ich Lebe" sikere után hamarosan két másik kislemezt is kiadott: "Geh nicht wenn du kommst" ("Ne menj el amikor megjössz") és a háborúellenes Mama (Ana Ahabak) című számokat (utóbbi címe arabul annyit tesz: "Mama, szeretlek"). Az utóbbit az iraki háború ihlette és egy iraki kislány szemszögéből mutatja be a háborút. Utóbbi szám szintén kilenc hetet töltött a slágerlista élén. Első önálló lemezét 2003 augusztusában adta ki Ausztriában Freier Fall ("Szabadesés") címmel. Ez a lemez is több hétre a slágerlista első helyére került, és 2003 őszén Stürmer ausztriai koncertkörútra indult, hogy kihasználja első albuma sikerét.
2004 májusában jelent meg második albuma, a Soll das wirklich alles sein ("Ez minden?"), amit szintén csak Ausztriában jelentettek meg. A második album összességében, az eladásokat tekintve, sikeresebb volt, mint a Freier Fall, de nem voltak rajta átütő sikerű slágerek. 2004 őszén Wirklich alles! ("Tényleg minden!") címmel ismét turnéra indult Ausztriában, amelynek fénypontját a bécsi városházán novemberben adott telt házas koncert jelentette, ahol mind a 11 000 jegy rövid idő alatt elkelt. A koncertről készült felvétel, néhány interjúval és az énekesnő életrajzával együtt felkerült a hamarosan kiadott Wirklich alles! DVD-re. A turné ezután is folytatódott és Stürmer végre bemutatta első saját számait, amelyet együttesével közösen szereztek.

### Áttörés Németországban
2004-ben Stürmer és menedzserei, Andreas Streit és Bernd Rengleshausen, célba vették a német piacot. 2004 novemberében jelent meg Németországban a Vorbei című kislemez, de nem váltotta be a hozzá fűzött reményeket. 2005 áprilisában kiadták az "Ich Lebe" átdolgozott változatát, amely viszont már nagy sikert aratott: megjelenése után rögtön a slágerlista 9. helyére került fel, majd pedig rövid időn belül elérte a 4. helyet is.
Ezt követően, 2005 júniusában adták ki a Schwarz Weiss ("Fekete Fehér") című albumot Németországban és Svájcban. Az album sikerére jellemző, hogy Németországban a slágerlista 3. helyére emelkedett, és több mint egy éven át volt az első 20 helyezett között. Az albumon szereplő számok többségét Stürmer már kiadta Ausztriában, de most ezeket áthangszerelték, hogy jobban megfeleljenek a német zenei piac ízlésének. Az albumról az "Engel fliegen Einsam" ("Az angyalok egyedül repülnek"), "Mama (Ana Ahabak)", valamint az "Immer an euch geglaubt" ("Mindig hittem benned") című számokat adták ki kislemezen, ezeknek is rockosabb hangzást adtak. 2005 végén Stürmer és zenekara turnéra indult Németországban és Svájcban: a Schwarz-Weiss turné közel 40 koncerttel két hónapig tartott, egyes koncerteket az eredetileg tervezettnél nagyobb befogadóképességű helyszínekre kellett átszervezni a közönség érdeklődése miatt.

### További sikerei
2006-ban Stürmer és zenekara kiadta negyedik lemezét Lebe lauter („Élj hangosabban“) címmel. Az album Ausztriában és Németországban is a slágerlisták első helyezettje volt, míg az albumról kiválogatott kislemezek, a Nie genug („Sosem elég“), és az Um bei dir zu sein/An Sommertagen („Melletted lenni/Nyári napokon“) az ausztriai slágerlista első helyezéséig jutottak. A Nie genug Németországban a 15. helyre futott be, az Um bei dir zu sein/An Sommertagen, az Ohne Dich („Nélküled“) és a Scherbenmeer pedig Ausztriában bekerültek a Top 10-be. A 2008-as labdarúgó-Európa-bajnokságnak Ausztria és Svájc közösen adott otthont, és Ausztria Stürmer egyik dalát, a Fieber-t („Láz“) választotta hivatalos dalának.
Stürmer és zenekara 2008 nyarán vonultak be a stúdióba, hogy elkészítsék következő albumukat, amelyet 2009. április 10-én jelentettek meg In dieser Stadt („Ebben a városban“) címmel. Az első kislemez, az "Ist mir egal" („Nekem mindegy“) március 27-én jelent meg. Az In-dieser-Stadt-tourné keretén belül Ausztriában, Németországban és Svájcban adtak koncerteket. Július 3-án jelent meg Ausztriában a következő kislemez Mehr als perfekt („Több mint tökéletes") címmel, majd szeptember 11-én kiadtak egy újabb kislemezt Ein Leben lang („Egy életen át“) címmel. 2009 novemberében és decemberében további koncerteket adott Németországban.
Az In dieser Stadt album Ausztriában a slágerlista első helyezését érte el, de Németországban és Svájcban elmaradt a várakozásoktól, nem teljesített jól az eladásokban és ez meglátszódott a koncerteken is: időnként Stürmer alig félház előtt játszott, míg a média bukásról (ein Flop) beszélt. A kudarcok hatására Stürmer megvált menedzsereitől.
2010 januárjában Stürmer kiadott egy feldolgozást: Paula von Preradović 1947-es dalát, a Land der Berge, Land am Strome-t énekelte, az osztrák oktatási miniszter, Claudia Schmied kérésre. A feldolgozást nem is elsősorban a modern hangzás, hanem az átírt szöveg jellemezte, mivel megpróbálták a mai "politikailag korrekt" formába átalakítani: Például ahol az eredeti számban a „haza nagy fiait“ („Heimat bist du großer Söhne“) átalakították „a haza nagy fiai és lányai“-ra („Heimat bist du großer Söhne und Töchter“). Az átalakítás jelentős felháborodást váltott ki, Paula von Preradović örökösei pedig perrel fenyegették meg a minisztériumot, ha a megváltozott szövegű dalt továbbra is felhasználja. 2011 januárjában azonban az osztrák legfelsőbb bíróság elutasította keresetüket.

### ANahaufnahmealbum és turné (2010 - )
Stürmer és zenekara 2010 márciusában álltak neki felvenni az új stúdióalbumot. 2010 júliusában jelent meg az első kislemez Wir leben den Moment („A pillanatnak élünk“) címmel míg a Nahaufnahme („Közelkép“) című album 2010 szeptemberében jelent meg. A második kislemez a Wenn die Welt untergeht („Amikor a föld forog tovább“) címmel jelent meg november 26-án. Decemberben Stürmer és zenekara szolid osztrák, német és svájci turnéra indult. Mivel szinte mindegyik koncert telt házas volt, 2011 tavaszán folytatták a koncertet. 2011. december 15-én a Nahaufnahme album platinalemez lett (20000 eladott lemez után).

## Együttes
A nemzetközi együttes tagjai: Oliver Varga (Ausztria; gitár), Gwenael Damman (Franciaország; E-Bass) és Klaus Pérez-Salado (Spanyolország; dob). Hartmut „Hardy“ Kamm (Németország; harmonika, gitár és billentyűs) 2009 júniusában elhagyta az együttest.

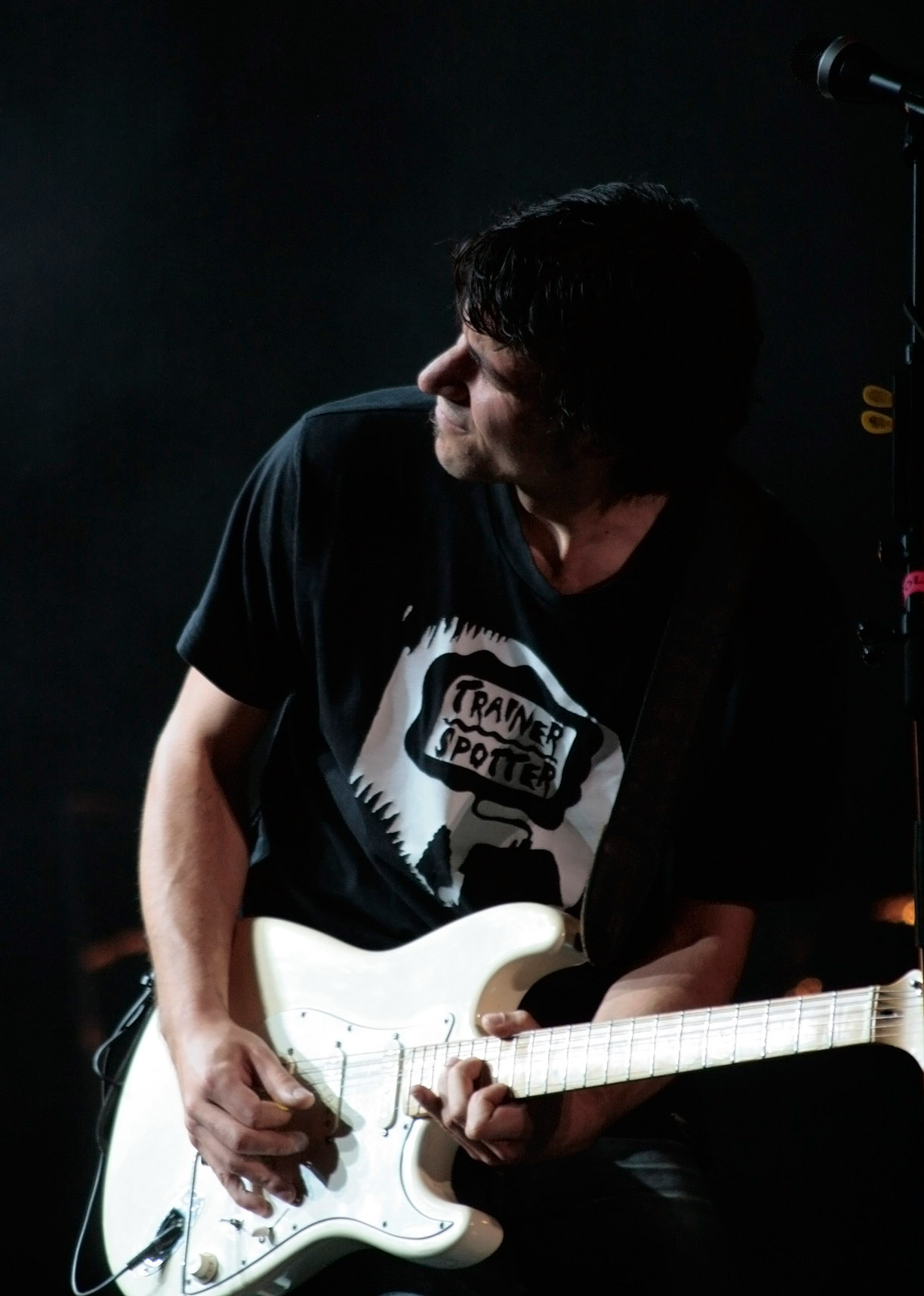
Oliver Varga
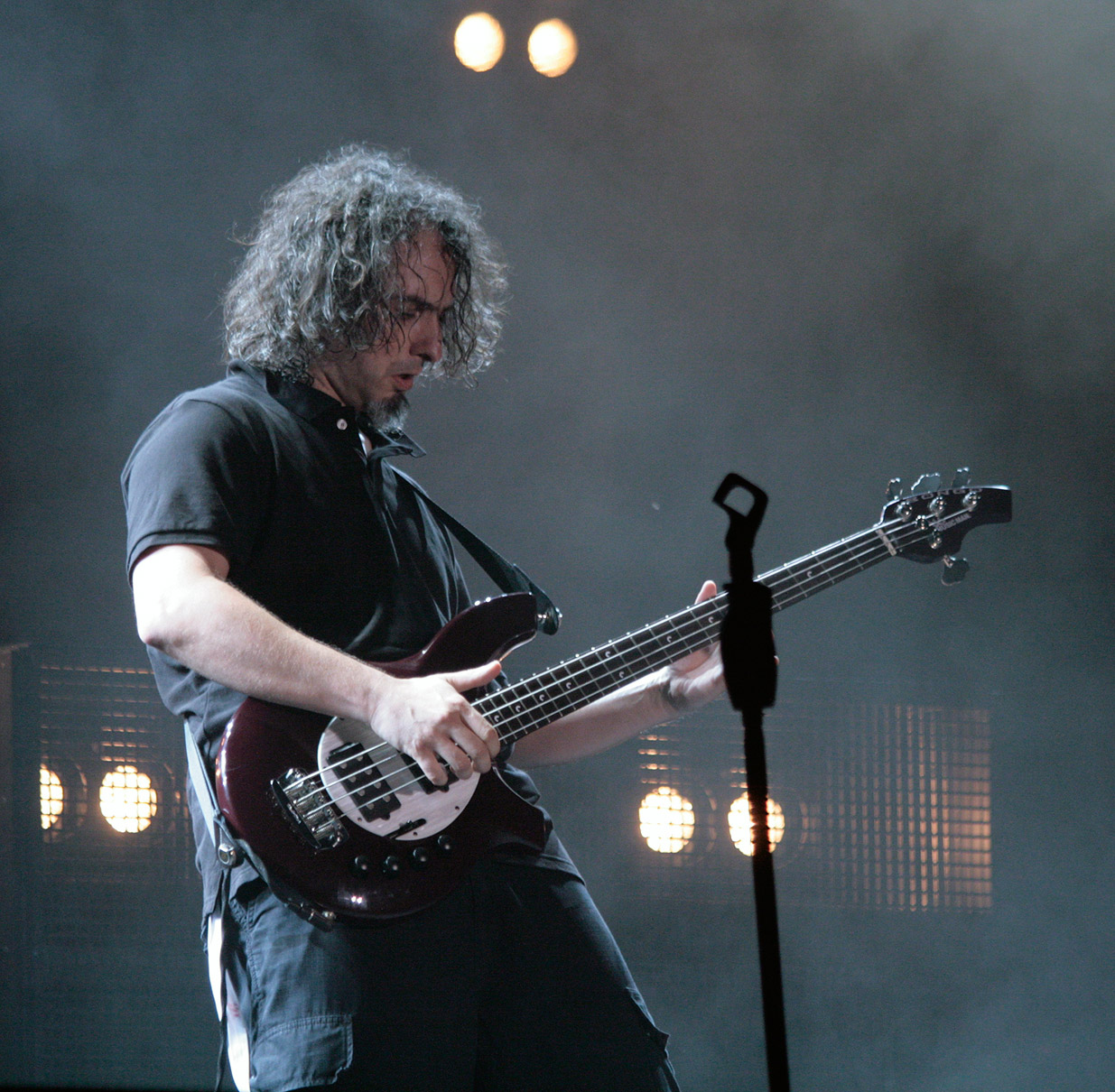
Gwenael Damman
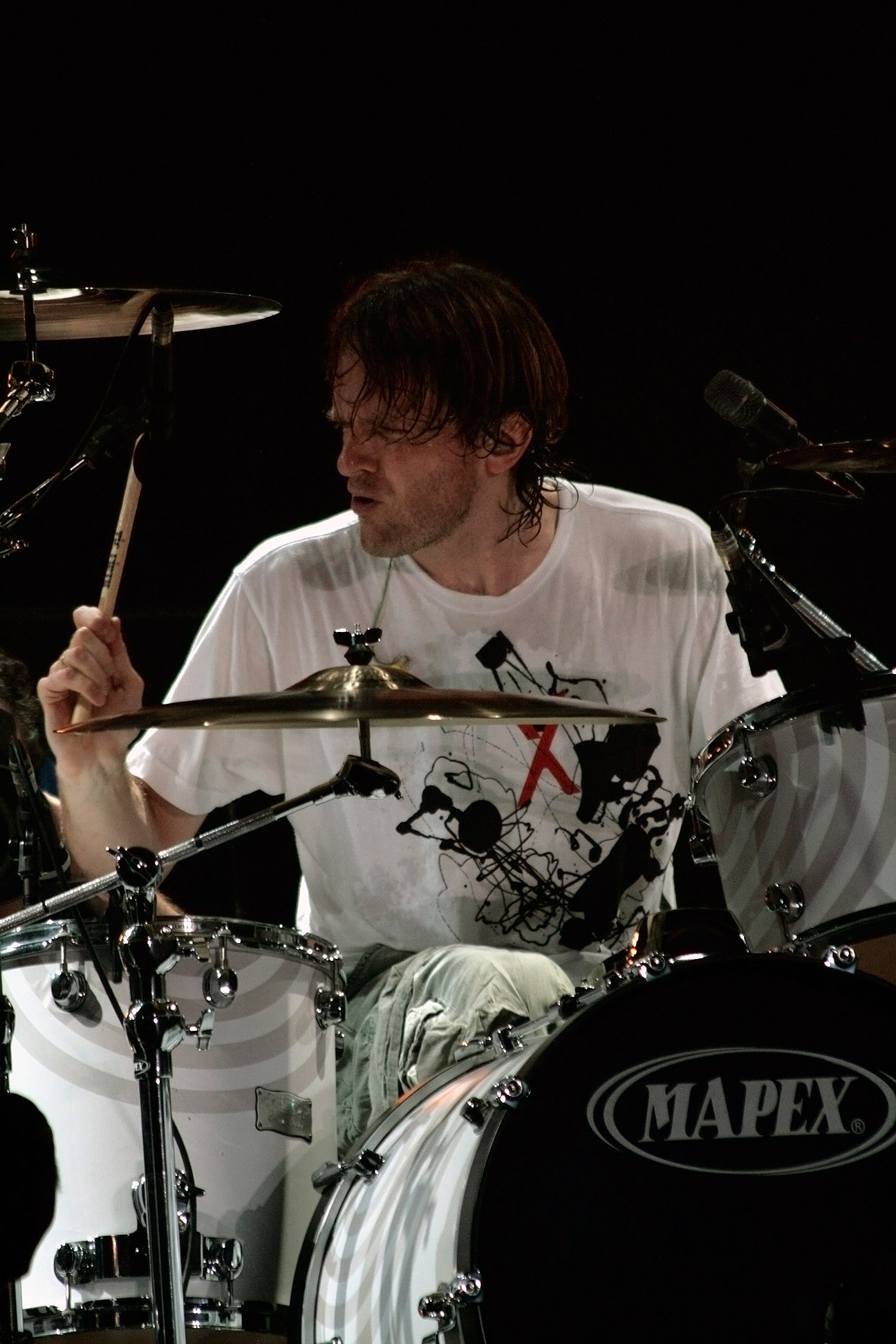
Klaus Pérez-Salado
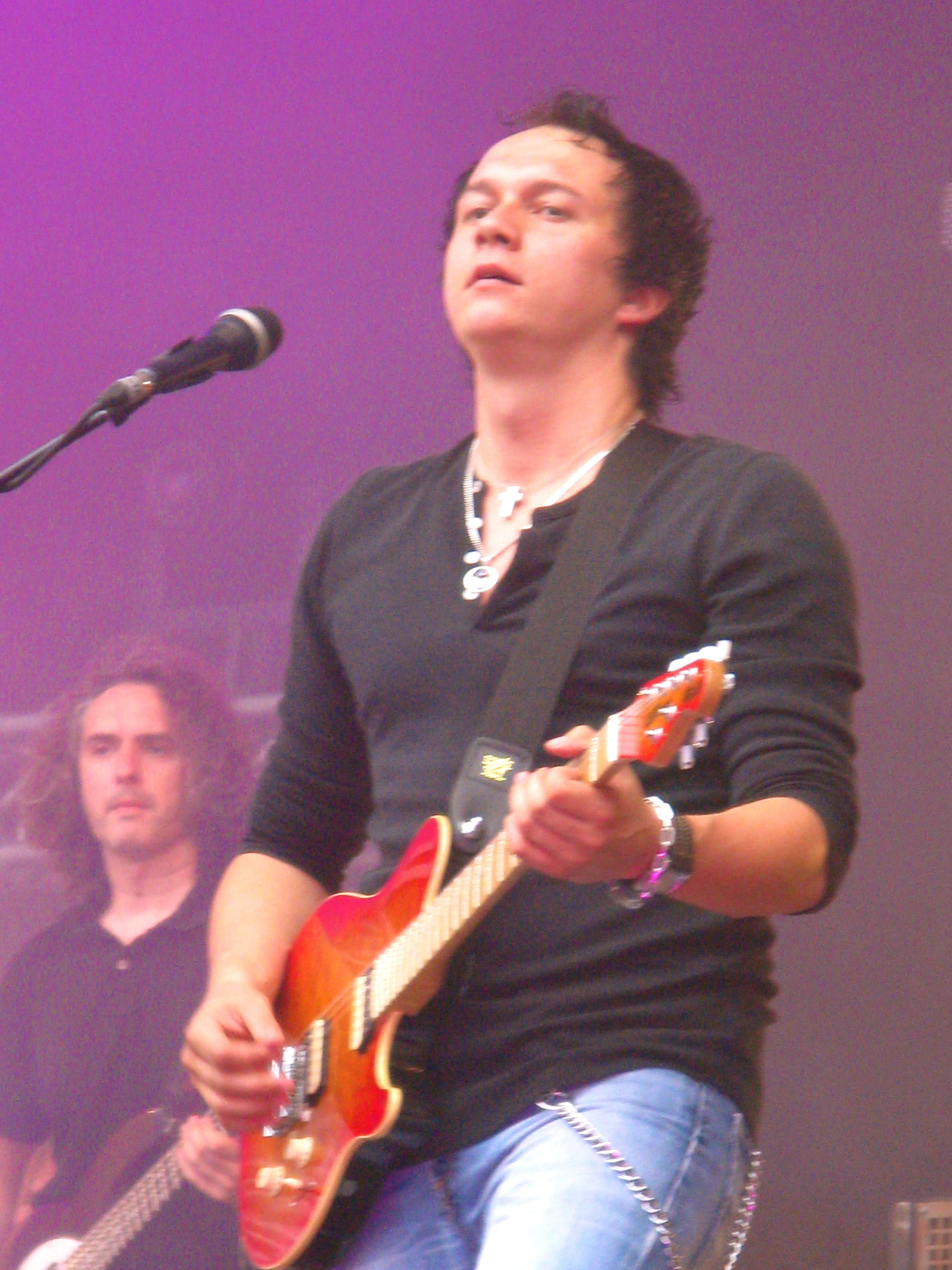
Mathias Simoner (2009 óta)

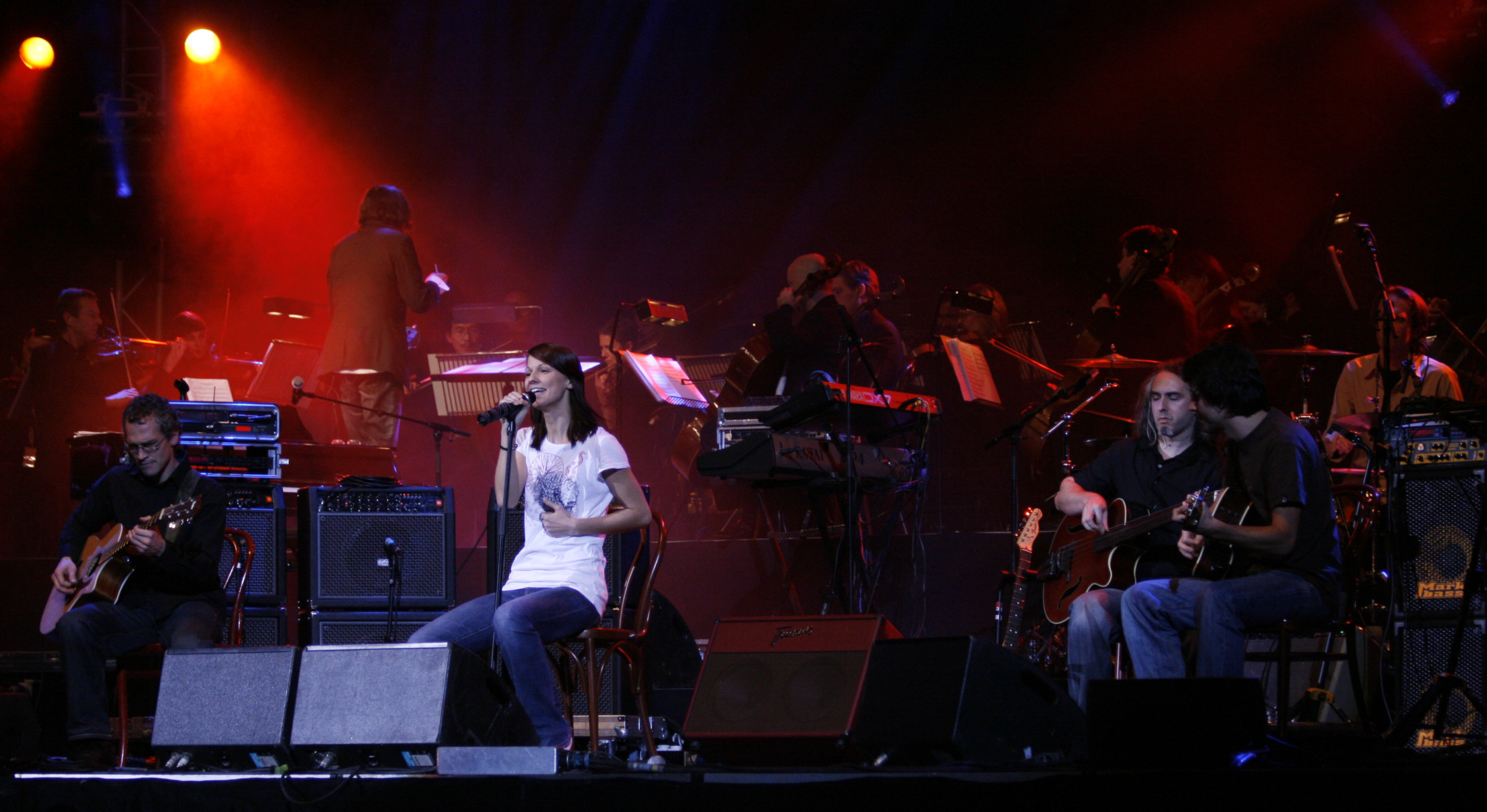
Christina Stürmer és együttese koncert közben (2008)

## Diszkográfia

### Stúdióalbumok
| Év   | Cím                           | Slágerlistás helyezés | Slágerlistás helyezés | Slágerlistás helyezés | Megjegyzés                                                     |
| Év   | Cím                           | AT                    | DE                    | CH                    | Megjegyzés                                                     |
| ---- | ----------------------------- | --------------------- | --------------------- | --------------------- | -------------------------------------------------------------- |
| 2003 | Freier Fall                   | 1                     | –                     | –                     | Megjelenés: 2003. március 16. Eladott példányszám: + 80.000    |
| 2004 | Soll das wirklich alles sein? | 1                     | –                     | –                     | Megjelenés: 2004. június 8. Eladott példányszám: + 60.000      |
| 2006 | Lebe lauter                   | 1                     | 1                     | 6                     | Megjelenés: 2006. szeptember 15. Eladott példányszám: + 55.000 |
| 2009 | In dieser Stadt               | 1                     | 6                     | 8                     | Megjelenés: 2009. április 10.                                  |
| 2010 | Nahaufnahme                   | 2                     | 7                     | 12                    | Megjelenés: 2010. szeptember 24. Eladott példányszám: + 20.000 |

### Koncertfelvételek
| Év   | Cím             | Slágerlistás helyezés | Slágerlistás helyezés | Slágerlistás helyezés | Megjegyzés                                                |
| Év   | Cím             | AT                    | DE                    | CH                    | Megjegyzés                                                |
| ---- | --------------- | --------------------- | --------------------- | --------------------- | --------------------------------------------------------- |
| 2005 | Wirklich alles! | 3                     | –                     | –                     | Megjelenés: 2005. május 17. Eladott példányszám: + 20.000 |

### Egyéb albumok
| Év   | Cím           | Slágerlistás helyezés | Slágerlistás helyezés | Slágerlistás helyezés | Megjegyzés                                                 |
| Év   | Cím           | AT                    | DE                    | CH                    | Megjegyzés                                                 |
| ---- | ------------- | --------------------- | --------------------- | --------------------- | ---------------------------------------------------------- |
| 2005 | Schwarz Weiss | –                     | 3                     | 12                    | Megjelenés: 2005. május 30. Eladott példányszám: + 415.000 |
| 2008 | laut-Los      | 1                     | 9                     | 13                    | Megjelenés: 2008. április 4. Eladott példányszám: + 20.000 |

## Kitüntetések
| Amadeus Austrian Music Award - 2004: Az év pop/rock művésze - 2004: Az év felfedezettje - 2005: Az év pop/rock művésze - 2005: A legjobb dal - 2006: Az év pop/rock művésze - 2006: A legjobb dal - 2007: Az év pop/rock albuma - 2008: Az év zenei letöltése (Scherbenmeer) Xpress - 2004: Az év dala (Ich lebe) - 2004: Az év sztárja - 2005: Az év dala (Vorbei) - 2005: Az év sztárja - 2006: Az év sztárja - 2007: Az év sztárja - 2007: Az év énekesnője - 2008: Az év dala (Scherbenmeer) Egyéb - 2008: Legtöbbet játszott énekes | Echo - 2006: Az év pop/rock művésze Goldene Stimmgabel - 2006: A legjobb német popénekes Bravo Otto - 2005: Énekesek kategória 3. helyezettje DIVA-Award - 2006: Az év felfedezettje Radio Regenbogen Award - 2006: „Hörerpreis 2005“ Egyéb - 2007: „Audi Generation Award 2007“ - 2015: Bambi-díj |  |

## Fordítás
- Ez a szócikk részben vagy egészben  a   Christina Stürmer című német Wikipédia-szócikk fordításán alapul.  Az eredeti cikk szerkesztőit annak laptörténete sorolja fel. Ez a jelzés csupán a megfogalmazás eredetét és a szerzői jogokat jelzi, nem szolgál a cikkben szereplő információk forrásmegjelöléseként.